# T Tauri звезда
T Tauri звезде су најпознатија класа звезда пред улазак на главни низ. То су звезде малих до средњих маса старости тек неколико милиона година. У овом стадијуму еволуције, новоформиране звезде су постале оптички видљиве, али су и даље окружене гасом и прашином осталим од свог формирања углавном у диску око звезде. На ХР дијаграму, оне се налазе на месту где се очекује да се налазе потпуно конвективне звезде које се и даље сажимају. Посматрањима видимо да су то хладне, луминозне звезде са емисионим линијама, снажним флуксом континуума у инфрацрвеном и ултраљубичастом делу спектра, неправилно променљиве и понекад са млазевима материје, звезданим ветровима, акрецијом или емисијом X-зрака. Проучавање T Tauri звезда нам даје информације и о формирању Сунца и Сунчевог система.